# Carex beckii
Carex beckii är en halvgräsart som beskrevs av Gerald A. Wheeler. Carex beckii ingår i släktet starrar, och familjen halvgräs.
Artens utbredningsområde är Bolivia. Inga underarter finns listade i Catalogue of Life.